# 公木

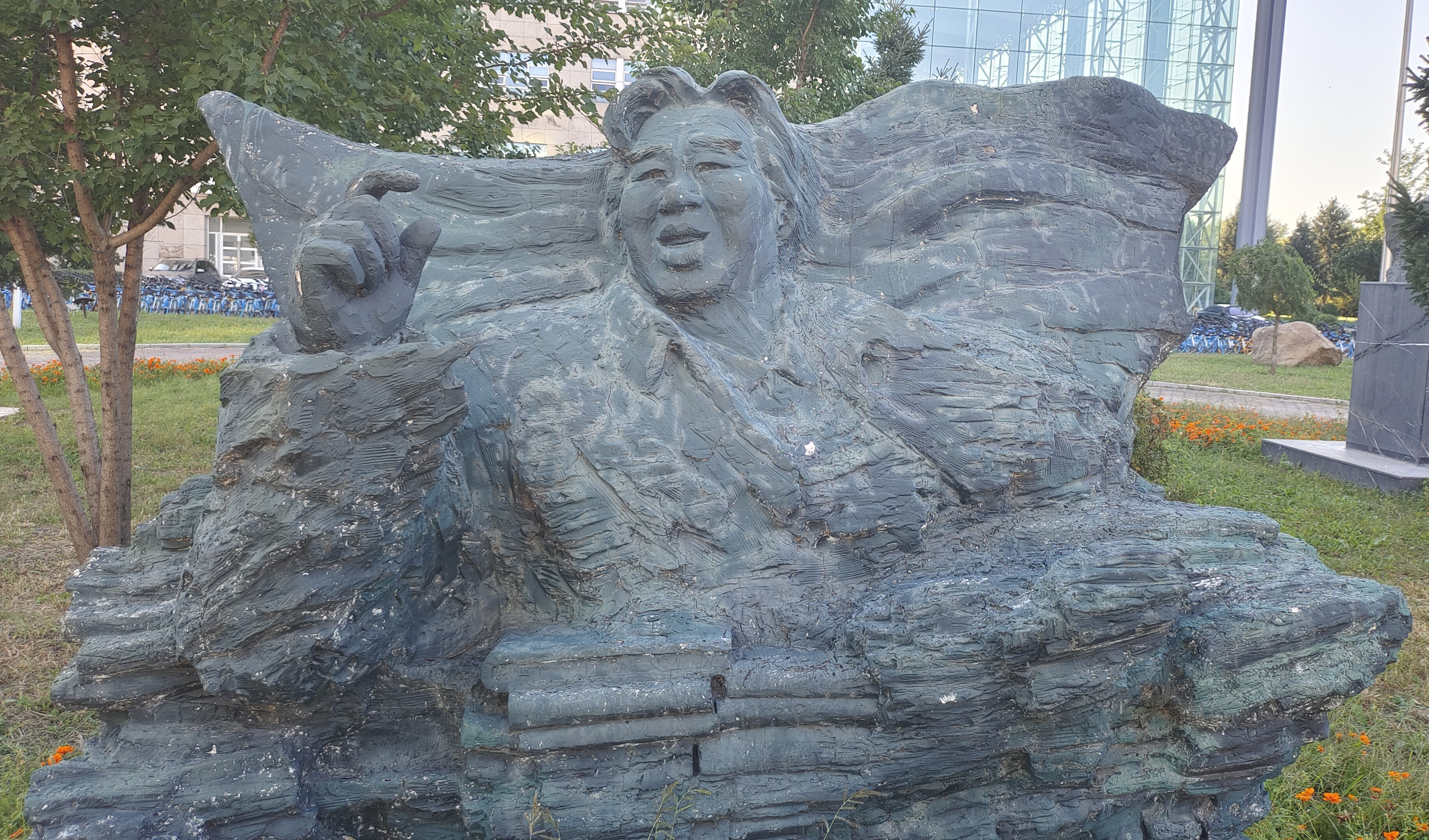
公木（張松如）塑像，位於吉林大學内

公木（1910年—1998年10月30日），本名张永年，字松如，又名崧甫，笔名有公木、木农、龚棘木等，以笔名「公木」行，男，河北束鹿（今辛集）人，中国诗人、学者、教育家，中国人民解放军军歌词作者。曾任吉林大学文学院名誉院长、教授，吉林大学副校长，中国诗经学会顾问。

## 生平
早年参加左翼作家联盟。曾任中国作家协会文学讲习所副所长、中国作家协会文学讲习所所长、中国作家协会理事、吉林大学中文系主任、吉林大学副校长、吉林社会科学院副院长兼文学研究所所长、吉林省作家进修学院院长、吉林社会科学联合会副主席兼语文协会主席、吉林文学艺术界联合会副主席暨中国作家协会吉林分会主席等职。

## 著作
曾与朝鲜族作曲家郑律成合作创作了《八路军大合唱》，其中的《八路军进行曲》日后被改称《中国人民解放军进行曲》，现为中国人民解放军军歌。公木还把陕北民歌歌手李有源的《移民歌》改编成著名歌曲《东方红》。
也有著作《毛泽东诗词鉴赏》（珍藏版）。